# 81. gardijska bojna HV "Kumovi"
81. gardijska bojna Hrvatske vojske "Kumovi" je osnovana 15. veljače 1994. odlukom Glavnog stožera OSRH. Glavninu vojnika čine Virovitičani bivši pripadnici tada 127. brigade HV, te i značajan broj pripadnika iz Pitomače, Slatine, Orahovice, Našica, Grubišnog Polja, Pakraca, Daruvara i drugih krajeva.

## Ratni put
Prvi ratni zadatak u Domovinskom ratu je bio osiguranje bojišnice na zapadnoslavonskom bojištu kod Pakraca. Nakon toga bojna sudjeluje u VRO "Bljesak" i među prvima ulazi u okupirane Okučane. Bojna sudjelujue u VRO "Oluja", a prije sudjeluju u združenim operacijama HV-a i HVO-a Ljeto '95. i Operacija Maestral.
1. svibnja 1996. bojna ulazi u sastav 2. gardijske brigade "Gromovi" i prestaje sa službenim postojanjem.
Ukupno je poginuo 21 pripadnik bojne, a 80 pripadnika je bilo teže ranjenih.

## Odlikovanja
2014. povodom 20. godina od osnivanja bojna je odlikovana Redom Nikole Šubića Zrinskog, za junaštvo njezinih pripadnika u Domovinskom ratu.

## Zanimljivosti
Jedna ulica u Virovitici nosi naziv 81. gardijska bojna.

## Vanjske poveznice
- http://www.vpz.hr